# Les Dernières Volontés de Richard Lagrange
Les Dernières Volontés de Richard Lagrange ou Une fille comme les autres est un feuilleton télévisé franco-suisse en 30 épisodes de treize minutes, réalisé par Roger Burckhardt et diffusé en France entre le 4 juillet 1972 et le 7 août 1972 sur la première chaîne de l'ORTF.  Feuilleton diffusé à partir du mercredi 3 mai 1972 à la RTB (Télévision belge francophone).

## Synopsis
Geneviève Lagrange, modeste infirmière, est-elle l'héritière du riche homme d'affaires Richard Lagrange, qui vient de mourir ? Un détective, Adrien Letort, mène l'enquête. Au fil de cette histoire d'héritage, Geneviève va découvrir l'amour avec le fils du notaire chargé de la succession, Bernard Montigny.

## Fiche technique
- Scénario : Maurice Roland et André Picot
- Adaptation : Maurice Roland et Roger Burckardt
- Dialogues : Alain Quercy
- Musique : Tristan Murail
- Réalisation : Roger Burckhardt

## Distribution
- Muriel Baptiste : Geneviève Lagrange
- Annie Sinigalia : Monique
- Paulette Dubost : Mme Lebrun
- Bernard Rousselet : Bernard
- Jean Claudio : Maurice Castel
- Georges Wod : Adrien Letort
- Henri Vilbert : Maître Montigny
- Lise Lachenal : Fabienne
- Anne Vernon : Viviane
- François Brincourt : Robert
- Tony Taffin : Richard Lagrange
- Olga Georges-Picot : Claudine Nodier
- Yvonne Clech : Mme Montigny
- Jean-Luc Bideau : le routier
- Camille Fournier : Thérèse

## Produits dérivés

### Roman
- Claude Romarin, Geneviève ou les dernières volontés de Richard Lagrange, éditions Ariane, 1973